# Raïssa Sournatchevskaïa
Raïssa Nefedovna Sournatchevskaïa (en russe : Раиса Нефедовна Сурначевская) est une aviatrice soviétique, née le 8 août 1922 à Moscou (Union soviétique) et morte le 18 décembre 2005 à Dnipropetrovsk (Ukraine). Elle fut pilote au sein du 586e régiment de chasse pendant la Seconde Guerre mondiale.

## Biographie
En avril 1943, alors qu'elle effectuait avec Tamara Pamyatnykh une mission en vue d'intercepter deux avions de reconnaissance ennemis, elles tombèrent nez à nez avec 42 bombardiers allemands. Elles contactèrent alors leur supérieur hiérarchique, qui leur ordonna d'attaquer. Elles forcèrent les bombardiers allemands à larguer leurs bombes avant d'atteindre leur cible et chacune d'entre elles descendit deux appareils ennemis. La cible des Allemands, une liaison ferroviaire où se concentraient des troupes soviétiques, resta intacte.
Alexandre Gridnev (ru), leur commandant, écrivit que des Britanniques témoins de cet acte le rapportèrent au roi d'Angleterre, qui leur envoya des montres en or, gravées. Mais l'Union soviétique ne les décora pas, alors qu'elles auraient mérité d'être honorées de l'étoile d'or d'Héroïne de l'Union soviétique pour cet acte.